# Willy Jäggi
Willy Jäggi (Soletta, 28 luglio 1906 – Bienne, 1º febbraio 1968) è stato un calciatore svizzero, di ruolo attaccante.

## Palmarès

### Club

#### Competizioni nazionali
- Campionato svizzero: 2

Losanna: 1934-1935, 1935-1936
- Coppa Svizzera: 3

Servette: 1927-1928
Losanna: 1934-1935, 1938-1939

### Individuale
- Capocannoniere del Campionato svizzero: 1

1935-1936 (30 reti)